# Калиновка (Фёдоровский район)
Калиновка (каз. Калинов) — село в Фёдоровском районе Костанайской области Казахстана. Входит в состав Пешковского сельского округа. Код КАТО — 396859400.
В 3 км к северо-востоку находится озеро Борша-Бесколь, на юге Журжулган.

## Население
В 1999 году население села составляло 266 человек (133 мужчины и 133 женщины). По данным переписи 2009 года, в селе проживало 217 человек (108 мужчин и 109 женщин). По данным переписи 2021 года, в селе проживало 142 человека (70 мужчин и 72 женщины).